# Johann Breyer
Johann Breyer (ur. 30 maja 1925 w Nowej Leśnej, Czechosłowacja (obecnie Słowacja), zm. 22 lipca 2014 w Filadelfii w stanie Pensylwania, USA) – funkcjonariusz Waffen-SS z czasów II wojny światowej pełniący funkcję strażnika w niemieckich, nazistowskich obozach koncentracyjnych KL Auschwitz-Birkenau i KL Buchenwald. Po wojnie naturalizowany obywatel USA.
Urodził się w Czechosłowacji, ale jego matka była obywatelką USA (w późniejszym okresie stanowiło to podstawę linii obrony Breyera przeciwko ekstradycji). W czasie II wojny światowej jako 17-latek wstąpił na ochotnika do Waffen-SS i pełnił służbę w charakterze strażnika w obozach koncentracyjnych KL Auschwitz-Birkenau i KL Buchenwald.
W 1952 r. emigrował do USA, gdzie pracował jako ślusarz. W 1957 r. uzyskał amerykańskie obywatelstwo. Mieszkał w Filadelfii. Po ujawnieniu Breyera na liście strażników Auschwitz-Birkenau w 1992 r. amerykańskie władze próbowały odebrać mu obywatelstwo, jednak w 2003 r. sąd uznał, iż Breyer wstąpił do Waffen-SS jako niepełnoletni i ze względu na ten fakt nie może zostać pociągnięty do odpowiedzialności. W ostatnich latach życia przeszedł kilka zawałów serca, cierpiał również na choroby serca i demencję. W 2013 r. nakaz aresztowania i wniosek o ekstradycję Breyera wydała prokuratura miasta Weiden w Bawarii, oskarżając go o pomocnictwo w zamordowaniu 344 tys. Żydów przybyłych do Auschwitz-Birkenau w 158 transportach z Węgier, Czechosłowacji i Rzeszy. W czerwcu 2014 r. został osadzony w areszcie federalnym, skąd 19 lipca trafił do szpitala. Zmarł 22 lipca 2014 r. Dzień później amerykański sąd zatwierdził niemiecki wniosek o ekstradycję.